# Scaphispatha
Scaphispatha, biljni rod iz porodice kozlačevki smješten u tribus Caladieae, dio potporodice Aroideae. 
Rodu pripada dvije vrste malenih gomoljastih geofita iz Bolivije i Brazila. 

## Vrste
1. Scaphispatha gracilis Brongn. ex Schott
2. Scaphispatha robusta E.G.Gonç.